# Port Mourant
Port Mourant est un village du Guyana de la région du Berbice oriental-Courantyne.

## Personnalités
Dans ce village sont nés :
- Cheddi Jagan, 5e président de la république coopérative du Guyana. En son honneur ainsi qu'en celui de sa femme, Janet Jagan — 7e présidente du Guyana —, un mausolée y est édifié[1].
- Rohan Kanhai, joueur de cricket guyanien, international au sein de l'équipe des Indes occidentales.